# Sosnovy Bor
Sosnovy Bor (en russe : Сосновый Бор) est une ville de l'oblast de Léningrad, en Russie. Le nom de la ville signifie « forêt de pins ». Sa population s'élevait à 66 967 habitants en 2013 et à 67 054 habitants en 2021. La ville est fermée aux étrangers et accessibles aux citoyens de la fédération de Russie uniquement sur présentation de passeport national prouvant leur citoyenneté.

## Géographie
Sosnovy Bor est située à 69 km (80 km par la route) à l'ouest de Saint-Pétersbourg, sur la baie de Koporie sur la rive sud du golfe de Finlande à l'embouchure d'un petit fleuve côtier, le Kovachi.

## Histoire
Les premières constructions sur le site de la ville remontent à 1958. En 1967 démarra la construction de la centrale nucléaire destinée à alimenter en électricité l'agglomération de Léningrad. La population de la ville s'accrut ensuite au fur et à mesure de la montée en puissance des installations. Sosnovy Bor reçut le statut de ville en 1973. La même année, le premier réacteur nucléaire entra en service. Trois autres réacteurs d'une puissance de 1 000 MW sont mis par la suite en service.

## Population
Recensements (*) ou estimations de la population
| 1959* | 1970*  | 1979*  | 1989*  |
| ----- | ------ | ------ | ------ |
| 1 762 | 14 035 | 42 205 | 55 800 |

| 2002*  | 2010*  | 2012   | 2013   |
| ------ | ------ | ------ | ------ |
| 66 132 | 65 788 | 66 968 | 66 967 |

| 2015   | 2017   | 2019   | 2021   |
| ------ | ------ | ------ | ------ |
| 67 397 | 68 045 | 68 344 | 67 054 |

## Économie
Le plus important employeur de la ville est la centrale nucléaire de Léningrad. Il existe également une série d'instituts de recherche et d'installations liés à l'industrie nucléaire ainsi qu'un fabricant de machine-outils et une conserverie de poissons.

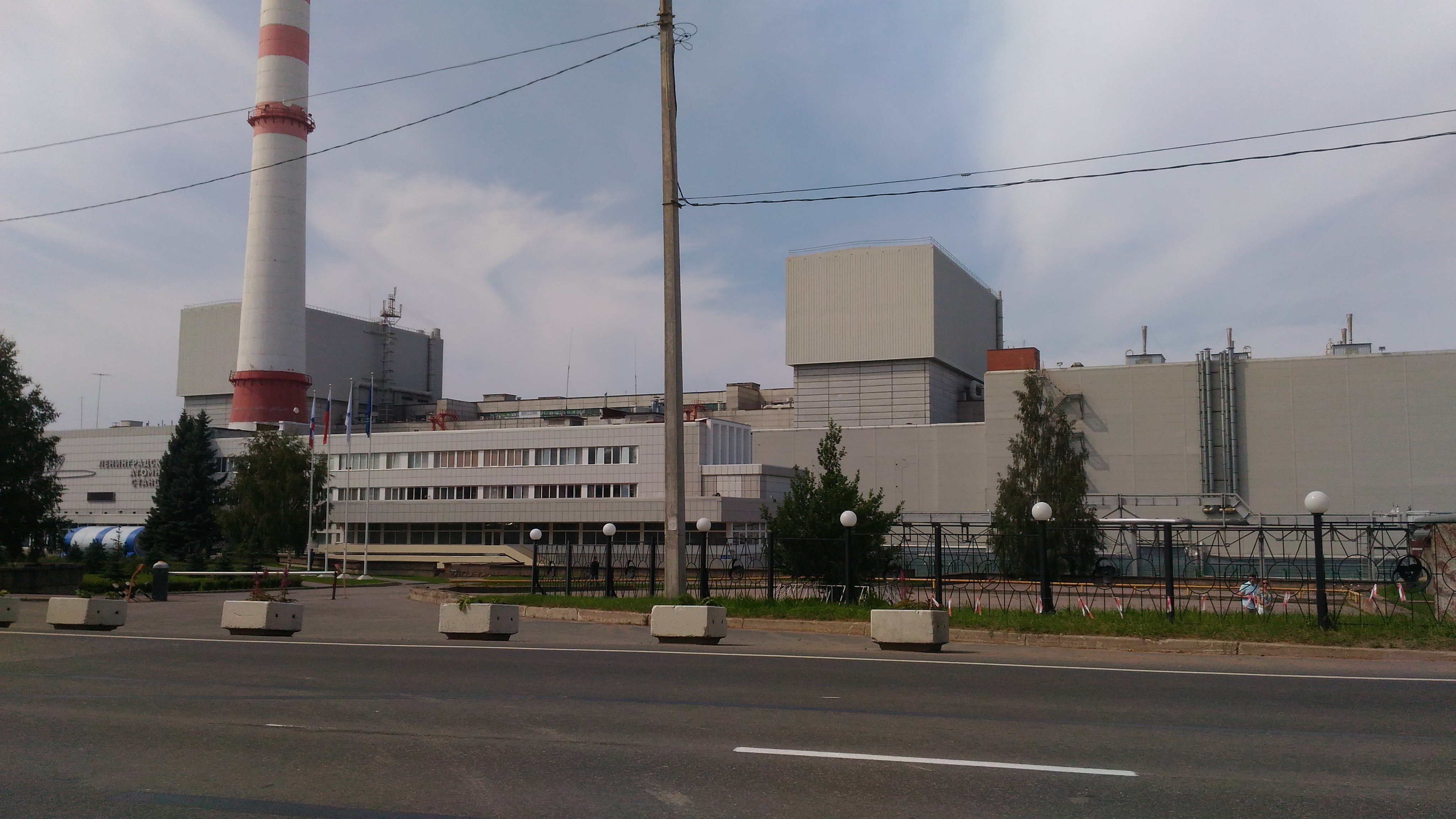
Vue de la centrale nucléaire.

La ville est reliée à Saint-Pétersbourg par une ligne de chemin de fer de banlieue.

## À visiter
La ville ne présente aucun intérêt architectural car elle est constituée de grandes voies bordées de grands ensembles. Elle est connue pour son grand parc d'attractions intitulé « Andersengrad » (d'après Christian Andersen[Lequel ?]) dont la stylistique est inspirée du Moyen Âge. Il a été construit par l'architecte Youri Savtchenko.  Plusieurs mémoriaux jalonnent la ville, comme celui consacré aux ouvriers de la catastrophe de Tchernobyl, comme la statue de l'académicien Anatoli Alexandrov (1903-1994, fondateur de l'institut de recherches scientifiques et technologiques de Sosnovy Bor en 1962, consacré à la recherche nucléaire) sculptée par Albert Tcharkine, le buste en bronze de l'académicien Anatoli Alexandrov, la statue de Lénine, la stèle de la Victoire, le monument aux morts.
La maison de bois du marchand Petrov est protégée. La ville possède un musée consacré à la Grande Guerre patriotique. L'église moderne Notre-Dame-du-Buisson-Ardent présente une architecture contemporaine originale inspirée du constructivisme et de l'éclectisme néorusse.

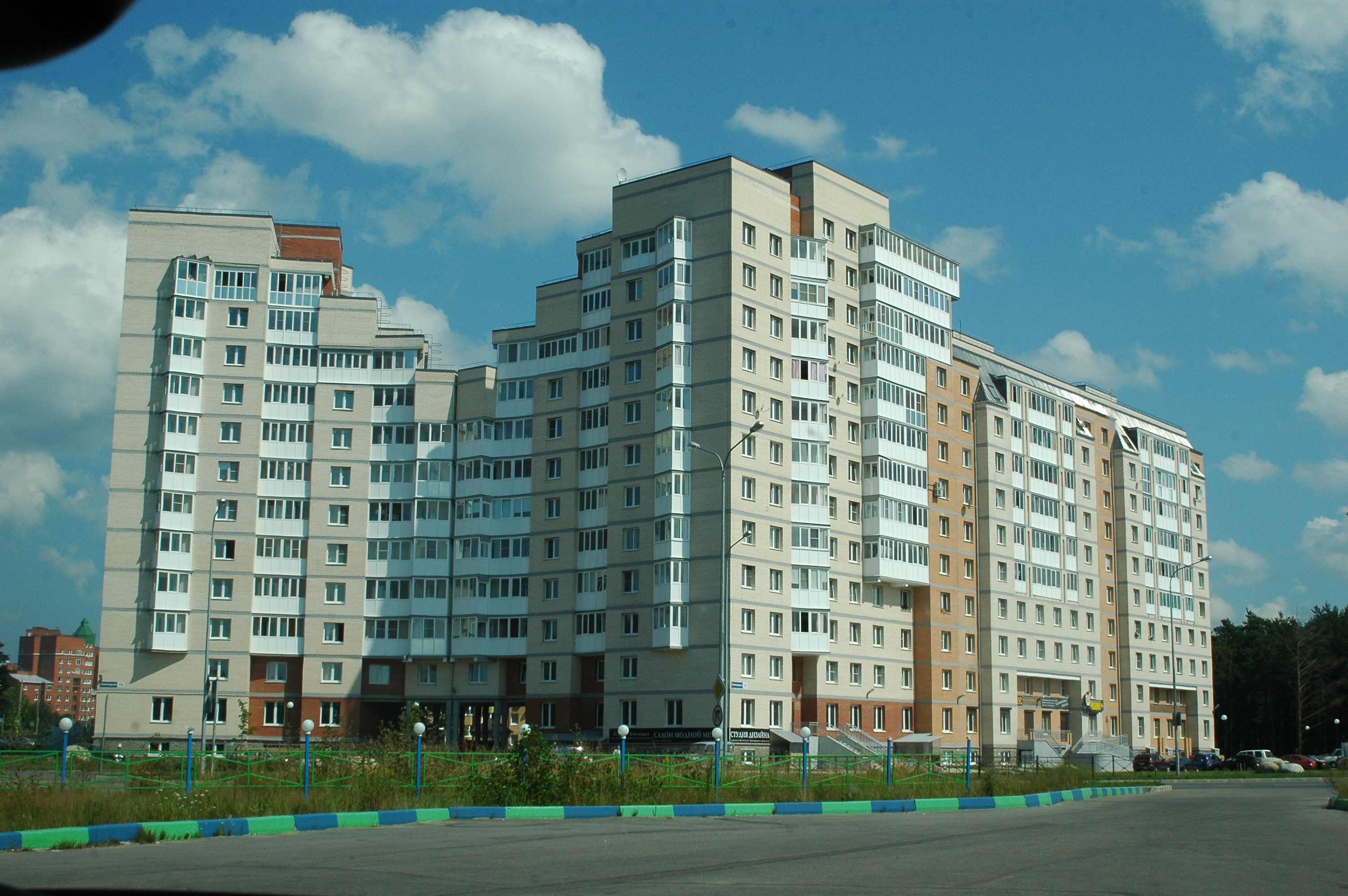
Grand ensemble d'appartements
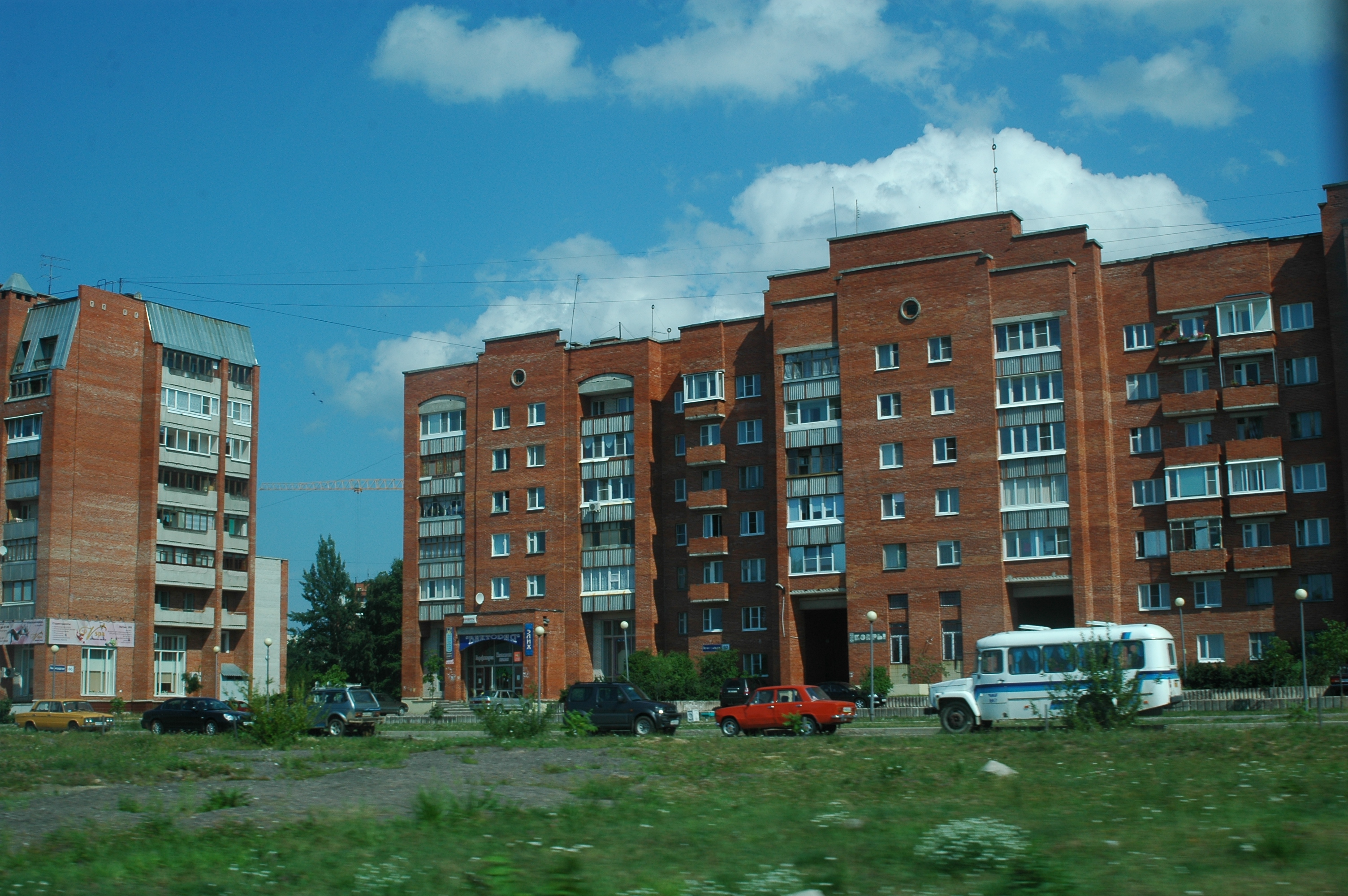
60-62 rue de Léningrad
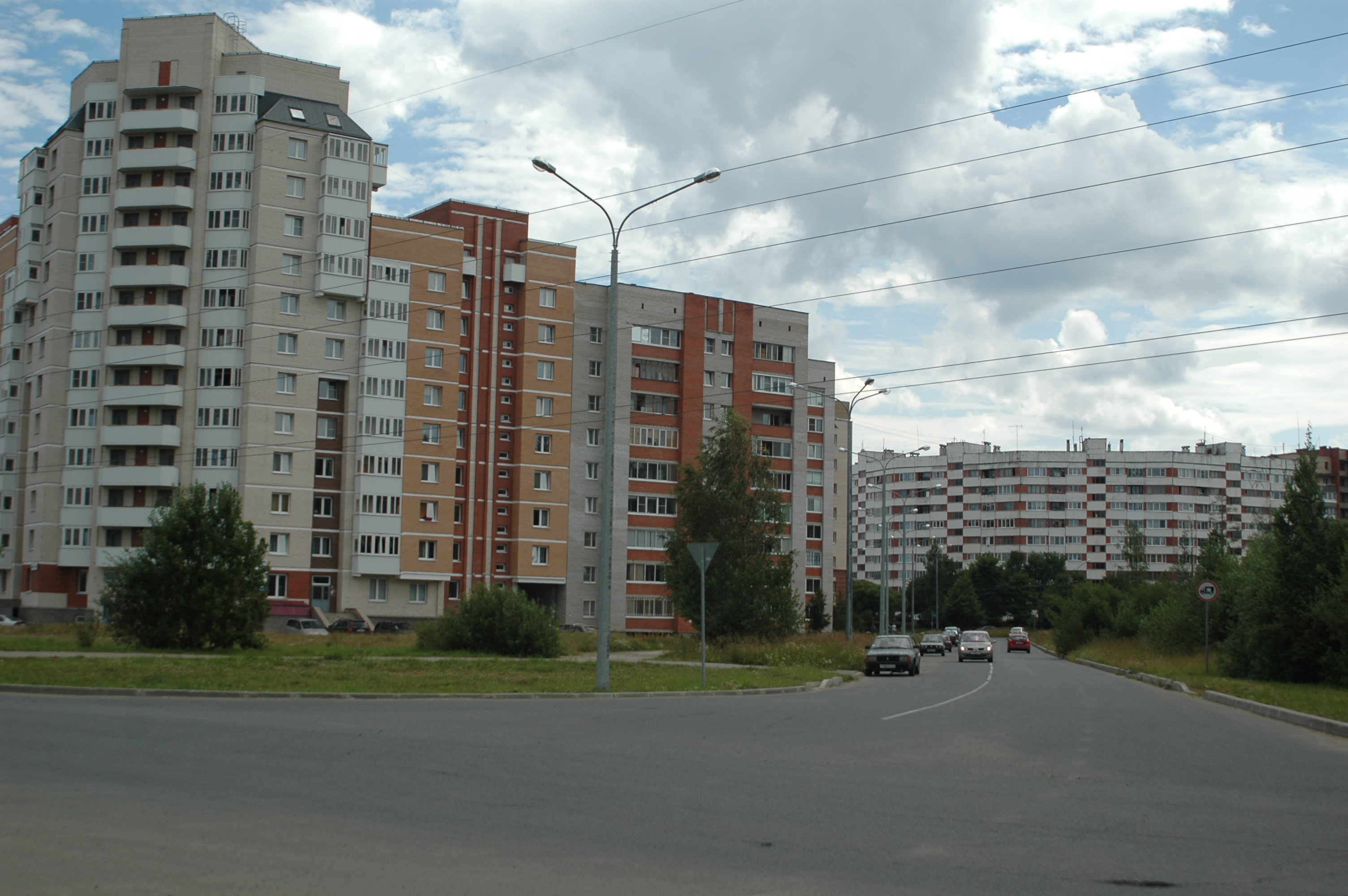
Grands ensembles de la rue de la Jeunesse

## Culte
La majorité des habitants sont baptisés dans l'Église orthodoxe russe. Ils disposent de quatre églises construites ces vingt dernières années et dépendant de l'éparchie de Gatchina ; ce sont l'église-collégiale Notre-Dame-du-Buisson-Ardent (église principale du doyenné de Sosnovy Bor), l'église Saint-Pantaléon, l'église Saint-Séraphin-de-Sarov (en construction depuis 2018) et l'église Saint-Lazare.